# Mesasippus tarbagataicus
Mesasippus tarbagataicus är en insektsart som beskrevs av Sergeev och Bugrov 1988. Mesasippus tarbagataicus ingår i släktet Mesasippus och familjen gräshoppor. Inga underarter finns listade i Catalogue of Life.